# SMARTS
SMARTS (de l'anglès Smiles arbitrary target specification) és un llenguatge que permet descriure patrons moleculars fent servir regles que provenen del llenguatge SMILE.

## Descripció
La cerca de subestructures dins d'una molècula és una de les tasques més importants dins la química computacional. Per exemple, per tal de buscar estructures fenòliques, es podria fer servir l'expressió [OH]c1ccccc1 derivada dels SMILE. De fet, pràcticament totes les expressió SMILEs poden ser emprades com a fórmules SMARTS. Fent servir SMARTS, la cerca de subestructures flexibles i eficients es pot fer de manera senzilla i ràpida, alhora que intuïtiva per als químics computacionals.
En el llenguatge SMILES, hi ha dos tipus de símbols: els àtoms i els enllaços. Mitjançant aquests símbols, es pot definir un graf i assignar-hi etiquetes als seus nodes, és a dir, especificar el tipus d'àtom de cada node, i la manera en la qual estan enllaçats entre si. Això també es compleix per al llenguatge SMARTs. D'altra banda, la formulació de les etiquetes dels àtoms i dels enllaços està ampliada per tal d'incloure expressions i operadors lògics. Això permet definir de forma més general les característiques de les molècules.
Exemples:
| C    | àtom de carboni alifàtic   |
| c    | àtom de carboni aromàtic   |
| a    | àtom aromàtic              |
| [#6] | àtom de carboni            |
| [Ca] | àtom de calci              |
| [++] | àtom amb càrrega +2        |
| [R]  | qualsevol àtom en un anell |